# پل ورازانو نروز
پل ورازانو نروز (انگلیسی: Verrazzano-Narrows Bridge) یک پل معلق است که دو شهر استتن آیلند و بروکلین را در نیویورک به هم متصل می‌کند. این پل تنها گذرگاه ثابت است.
این پل دارای دهانه مرکزی ۴۲۶۰ فوت (۱٫۳۰ کیلومتر؛ ۰٫۸۱ مایل) است و طولانی‌ترین پل معلق در جهان بود تا اینکه در سال ۱۹۸۱ پل هامبر این رتبه را در اختیار گرفت.